# Grzegorz Mielcarski
Grzegorz Mielcarski (Chełmno, 19 de março de 1971) é um ex-futebolista profissional polaco, atuava como atacante, medalhista olímpico de prata.
Grzegorz Mielcarski conquistou a a medalha de prata em Barcelona 1992.